# Xenographia
Xenographia is een geslacht van vlinders van de familie spanners (Geometridae), uit de onderfamilie Ennominae.

## Soorten
- X. adustata Moore, 1887
- X. lignataria Warren, 1893
- X. manifesta Warren, 1897
- X. omorhusia Prout, 1929
- X. semifusca Hampson, 1895